# Vlag van Lelystad

Vlag van Lelystad

Wapen van Lelystad

De vlag van Lelystad is ontworpen door Klaes Sierksma, van de Stichting voor Banistiek en Heraldiek. De vlag werd op 11 september 1979 gelijktijdig met het gemeentewapen in gebruik genomen.

## Beschrijving
De beschrijving van de vlag luidt als volgt: "prinsegeel, op de denkbeeldige scheiding van broeking en vlucht in het midden een kobaltblauwe, op één punt staande zeshoek, waarop de witte lelie van het gemeentewapen (de zeshoek zo veel mogelijk opvullend) en ingesloten door, de zeshoek van boven- en onderzijde rakend, vier kobaltblauwe, kloksgewijs rondgaand geplaatste en met één poot tot de vlagzijde verlengde hoeken. De zeshoek heeft een middenlijn gelijk een derde van de vlaghoogte; de poten van de hoeken hebben een dikte gelijk aan een tiende van de vlaghoogte".

## Geschiedenis
De zeshoek komt in het wapen van Lelystad terug en staat aldaar voor de betonblokken die de dijken van Flevoland vormen. De lelie komt uit het wapen van Ir. Lely. De lelie komt ook terug in de vlag van de provincie, evenals het geel van de dijken uit het wapen van Lelystad en het blauw van het water.
De vlag was omstreden. De partijen CPN, PPR en PSP hadden bezwaar tegen het ontwerp, in verband met het oorlogsverleden van de ontwerper. Daarnaast meenden zij een gelijkenis met een hakenkruis te zien. De meerderheid van het college was van mening dat de kwestie moest worden gerelativeerd.
Almere ·
Dronten ·
Lelystad ·
Noordoostpolder ·
Urk ·
Zeewolde